# Папа Дионисије
Папа Свети Дионисије (умро 26. децембра 268.) је био папа од 22. јула 259. до 26. децембра 268. године.
Изабран је за епископа града Рима 259. године, након мученичког страдања Светог Сикста Другог 258. године. Епископски трон је био упражњен скоро годину дана због тешкоће у избору новог епископа током насилних прогона хришћана. Када се прогон хришћана почео смиривати, Дионисије је изабран за епископа 259. године. Цар Валеријан, који је наредио прогон, био је заробљен и убијен од стране персијског цара Шапира 260. године. Нови цар, Галијен, издао је Едикт о толеранцији, чиме је прогон хришћана завршен. Нови епископ имао је задатак да преуреди Римску цркву, која је била у великим тешкоћама. Забележено је да је због протеста верника у Александрији, он затражио од епископа Александријског, који се такође звао Дионисије, објашњења у вези са његовим теологијом о Богу Логосу.
Римски епископ Дионисије послао је велике суме новца црквама у Кападокији, која је била опустошена пљачкашким походима Гота, за обнови и откуп од ропства. 
Свети Дионисије је први епископ Рима који није наведен као мученик. Умро је 26. децембра 268. године.